# Gallotia goliath
Gallotia goliath es una especie extinta de saurópsidos escamosos que habitó en la isla de Tenerife (Canarias, España).
Se sabe que este reptil habitó desde antes de la llegada del hombre. Fue descrito por el alemán Robert Mertens en 1942. Se cree que medía hasta un metro de largo.
Se han encontrado restos fósiles de este animal, en cuevas volcánicas de Tenerife, donde suelen aparecer en yacimientos con otros lagartos gigantes extintos e incluso mamíferos igualmente extintos.
En 2024 se dio a conocer el descubrimiento de dos especímenes fósiles de lagarto gigante de 700 000 años, los cuáles se cree que estaban juntos en una formación dunar, y que la muerte les sobrevino de manera accidental, pues la estructura ósea está casi intacta.

## Clasificación

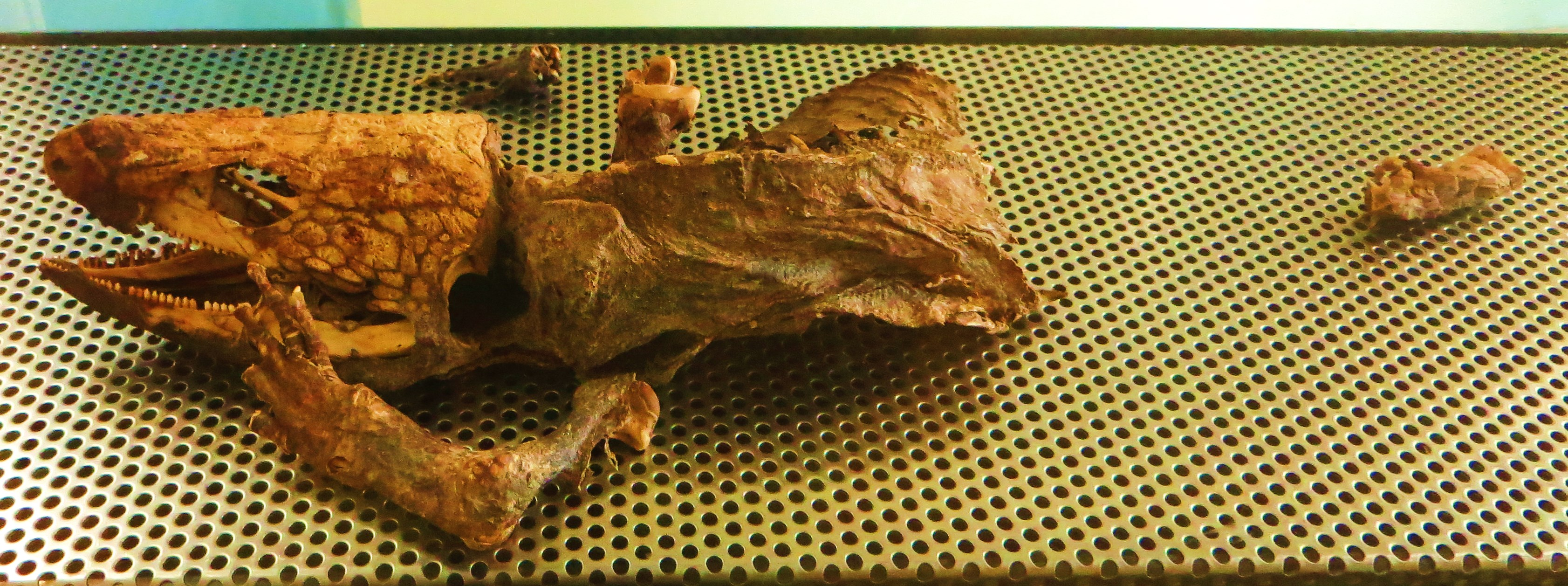
Espécimen momificado en el Museo de la Naturaleza y el Hombre de Santa Cruz de Tenerife.

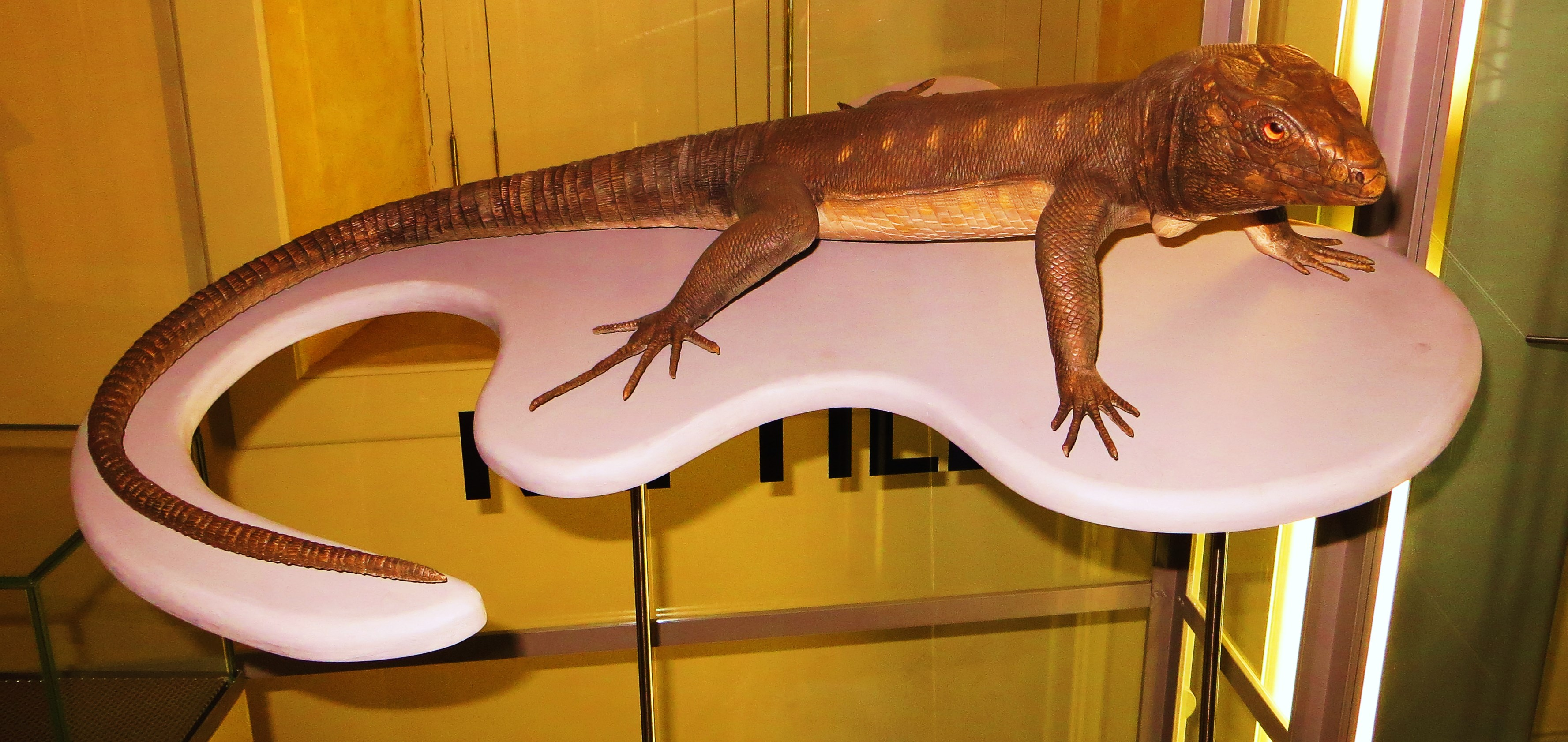
Modelo situado en el Museo de la Naturaleza y el Hombre.

Los restos prehistóricos de Gallotia han sido tradicionalmente asignados a los taxones G. maxima y G. goliath, siendo el primero supuestamente endémico de Tenerife, mientras que el otro tendría su distribución en varias otras islas. Sin embargo, posteriormente se ha demostrado que G. maxima es un sinónimo más moderno de G. goliath, y este último estaba cercanamente relacionado con G. simonyi; los supuestos especímenes de G. goliath de las islas de El Hierro, La Gomera, y La Palma (de las Cuevas de los Murciélagos) son probablemente solo individuos extremadamente grandes de las especies G. simonyi, G. bravoana y G. auaritae, respectivamente (Barahona et al. 2000). Basándose en análisis de secuencias de ADN de restos momificados, G. goliath es una especie válida que probablemente estaría restringida a Tenerife, y podría haber estado más emparentado con G. intermedia que con G. simonyi (Maca-Meyer et al., 2003).

## Características

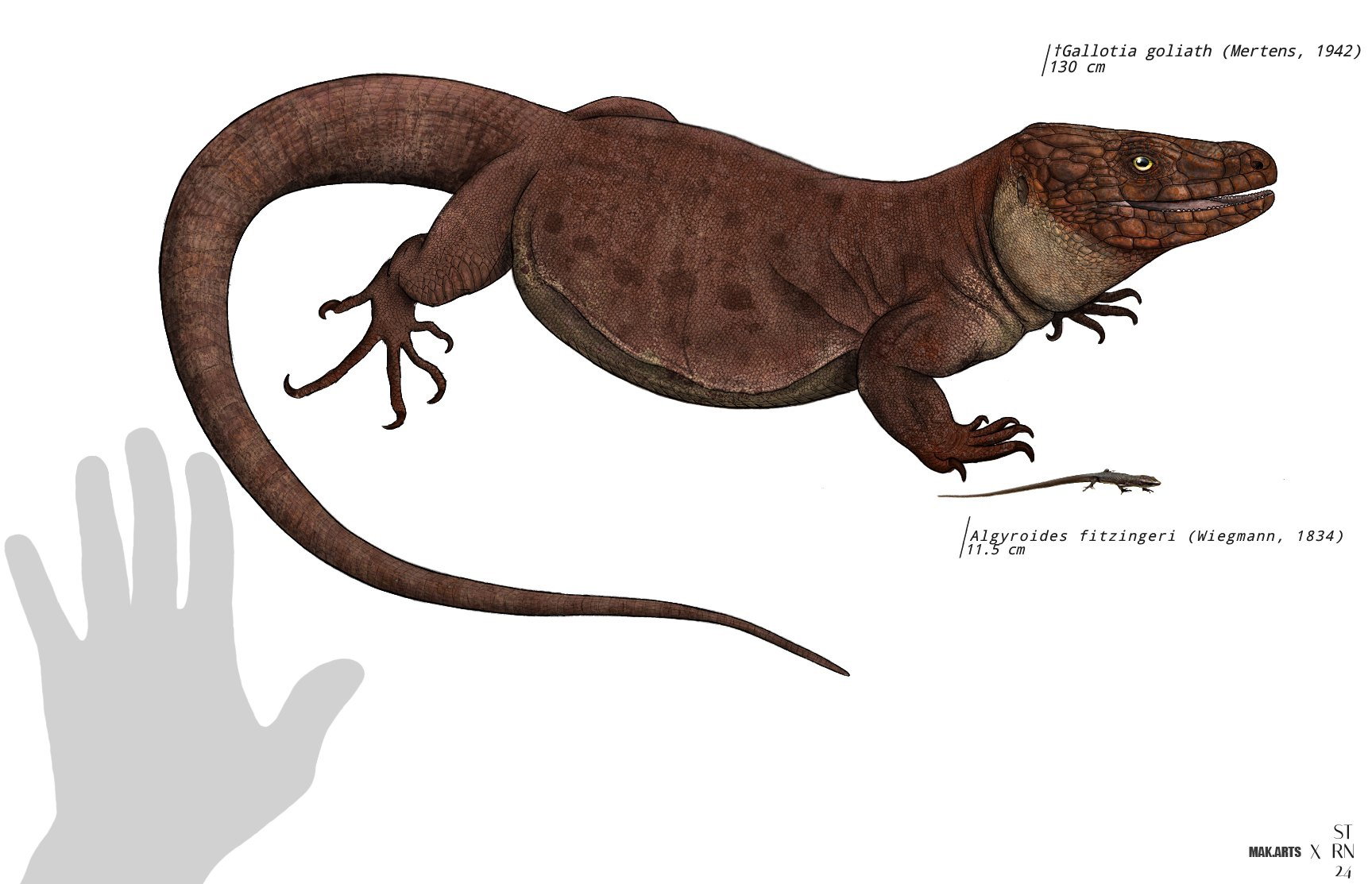
Reconstrucción en vida, basada en material conocido y otras especies del género Gallotia en comparativa con una mano humana promedio y un lagarto pigmeo (Algyroides fitzingeri) a escala.

La especie Gallotia goliath era el reptil de mayor tamaño de los hallados en las Islas Canarias, pues alcanzaba una longitud de 120 a 125 centímetros, aunque no se descarta que pudiesen haber especímenes aún mayores debido al hallazgo en 1952 de un cráneo de 13,5 cm. Estos lagartos gigantes habitaron las zonas bajas costeras y las medianías de la isla.

## Extinción
Habitó la isla de Tenerife desde el Holoceno hasta el siglo XV de nuestra era. Se han encontrado restos óseos de esta especie en diferentes yacimientos arqueológicos con marcas que muestran que fueron consumidos por los aborígenes de la isla (guanches). Existe documentación escrita sobre su existencia en el siglo XV, de modo que su extinción debió de ocurrir en los años posteriores a la conquista de Canarias por parte de la Corona de Castilla.